# Cooloolabin Dam
Cooloolabin Dam är en sjö i Australien. Den ligger i delstaten Queensland, omkring 100 kilometer norr om delstatshuvudstaden Brisbane. Cooloolabin Dam ligger 298 meter över havet. Arean är 1,5 kvadratkilometer. Den sträcker sig 2,0 kilometer i nord-sydlig riktning, och 1,7 kilometer i öst-västlig riktning.
I omgivningarna runt Cooloolabin Dam växer i huvudsak städsegrön lövskog. Runt Cooloolabin Dam är det ganska glesbefolkat, med 24 invånare per kvadratkilometer. Genomsnittlig årsnederbörd är 1 446 millimeter. Den regnigaste månaden är januari, med i genomsnitt 281 mm nederbörd, och den torraste är september, med 33 mm nederbörd.